# Hussain Al Hizam
Hussain Asim Al Hizam (arabisch حسين عاصم آل حزام, DMG Ḥusain ʿĀṣim Āl Ḥizām; * 4. Juni 1998 in al-Dschubail) ist ein saudischer Leichtathlet, der sich auf den Stabhochsprung spezialisiert hat. 2023 wurde er in dieser Disziplin Hallenasienmeister.

## Sportliche Laufbahn
Erste internationale Erfahrungen sammelte Hussain Al Hizam bei den Arabischen Meisterschaften 2013 in Doha, bei denen er mit 4,90 m die Silbermedaille hinter dem Marokkaner Mouhcine Cheaouri gewann. Anschließend siegte er mit 4,70 m bei den Asiatischen Jugendspielen in Nanjing und wurde bei den Islamic Solidarity Games in Palembang mit 4,60 m Fünfter. Im Jahr darauf siegte er bei den Arabischen Juniorenmeisterschaften in Kairo mit 5,32 m, wurde anschließend mit 4,85 m Vierter bei den Juniorenasienmeisterschaften in Taipeh, wie auch bei den Olympischen Jugendspielen in Nanjing mit derselben Höhe. Im Oktober nahm er erstmals an den Asienspielen in Incheon wurde mit übersprungenen 4,95 m Neunter. 2015 erreichte er bei den Jugendweltmeisterschaften in Cali das Finale, in dem er ohne eine gültige Höhe ausschied. 2016 folgte ein fünfter Platz bei den Juniorenasienmeisterschaften in der Ho-Chi-Minh-Stadt mit einem Sprung über 5,00 m. Damit qualifizierte er sich für die U20-Weltmeisterschaften im polnischen Bydgoszcz, bei denen er mit 5,10 m in der Qualifikation ausschied. 
2017 siegte er mit 5,55 m bei den Islamic Solidarity Games in Baku und erreichte bei den Asienmeisterschaften in Bhubaneswar mit 5,20 m Rang sieben. Bei seiner erneuten Teilnahme an den Asienspielen 2018 in Jakarta, erreichte er mit 5,50 m den fünften Platz. 2021 siegte er mit 5,55 m bei den Arabischen Meisterschaften in Radès und im Jahr darauf schied er bei den Weltmeisterschaften in Eugene mit 5,65 m in der Qualifikationsrunde aus. Anschließend gewann er bei den Islamic Solidarity Games in Konya mit 5,40 m die Silbermedaille hinter dem Türken Ersu Şaşma. 2023 siegte er dann mit 5,45 m bei den Hallenasienmeisterschaften in Astana. Im Juni gewann er bei den Arabischen Meisterschaften in Marrakesch mit 5,20 m die Bronzemedaille hinter dem Katari Seif Heneida und Tamer Ashraf Mohamed aus Ägypten, ehe er bei den Asienmeisterschaften in Bangkok mit 5,56 m die Silbermedaille hinter dem Philippiner Ernest John Obiena gewann. Im August schied er bei den Weltmeisterschaften in Budapest mit 5,35 m in der Qualifikationsrunde aus und gewann im Oktober bei den Asienspielen in Hangzhou mit 5,65 m die Bronzemedaille hinter dem Philippiner Obiena und dem Chinesen Huang Bokai. Im Jahr darauf gewann er bei den Hallenasienmeisterschaften in Teheran mit 5,55 m die Bronzemedaille hinter den Chinesen Zhong Tao und Song Haoyang. Im August nahm er an den Olympischen Sommerspielen in Paris teil und brachte dort in der Qualifikationsrunde keinen gültigen Versuch zustande.
2025 gewann er bei den Arabischen Meisterschaften in Oran mit 5,45 m die Silbermedaille hinter dem Katarer Seif Heneida. Anschließend gelangte er bei den Asienmeisterschaften in Gumi mit 5,42 m auf den sechsten Platz.
In den Jahren 2012 und 2025 wurde Al Hizam Saudi-arabischer Meister im Stabhochsprung.